# Straszna kobieta
Straszna kobieta – duński film dramatyczny 2017 roku.

## Treść[1]
Młody Rasmus zakochuje się w nowo poznanej, pięknej Marie. Okazuje się, że Marie jest w tej relacji bardzo wymagająca i dominująca. 

## Obsada
- Anders Juul – Rasmus
- Amanda Collin – Marie